# Rebecca
Rebecca ist ein weiblicher Vorname.

## Herkunft und Bedeutung
Beim Namen Rebecca handelt es sich um die lateinische Variante des griechischen Namens Ῥεβέκκα Rebékka, der seinerseits auf den hebräischen Namen רִבְקָה riwkāh zurückgeht.
Die Bedeutung des Namens gilt nach wie vor als umstritten.
Nestle führt den Namen auf die hebräische Formulierung רב קוה „große Geduld“, „große Erwartung“ zurück. Dies passt zur Beschreibung Philos, der in der biblischen Rebekka die Verkörperung von Geduld und Tugend sieht.
Johann Jakob Stamm deutet Rivqāh als eine Nebenform von biqrāh, was auf das arabische baqarat „Kuh“ zurückzuführen ist. Vergleichbare Tiernamen finden sich auch bei Lea oder Rahel.
Als unsicher gelten Deutungen von arabisch rabkatun „Schlinge“ oder ein Zusammenhang mit dem neuhebräischen Wort רבקה „Koppelung“, was die Verbindung der Völker Israel und Edom symbolisieren soll.

## Verbreitung

### International
Der Name Rebecca ist international verbreitet.
Nach der Reformation kam der Name im englischen Sprachraum als christlicher Vorname in Gebrauch. Vor allem zur Zeit der Puritaner war er sehr populär.
In den USA ist der Name weit verbreitet. Besonders beliebt war er von der Mitte der 1970er bis in die Mitte der 1990er Jahre. Erst in den letzten Jahren wird er dort relativ selten vergeben. Ein ähnliches Bild zeigt sich für Kanada. Auch in Australien und Neuseeland gehörte er in diesem Zeitraum zu den beliebtesten Mädchennamen.
Im Vereinigten Königreich zählte Rebecca noch in den 1990er Jahren zu den beliebtesten Mädchennamen, dann sank die Popularität, sodass der Name heute nur noch selten vergeben wird. In Irland hatte die Beliebtheit des Namens länger Bestand. Erst im Jahr 2021 verschwand Rebecca dort aus der Liste der 100 beliebtesten Mädchennamen.
In Italien hat sich der Name unter den 40 beliebtesten Mädchennamen etabliert.

### Deutschland
Rebecca wurde in Deutschland ab den 1960er Jahren modern. Besonders in den 1980er und 1990er Jahren war er verbreitet, erreichte jedoch nie die Topränge. Heute wird der Name wieder seltener vergeben. Im Jahr 2021 stand er auf Rang 186 der deutschen Vornamenscharts.
Heute wird der Name überwiegend in der Schreibweise Rebecca vergeben. Nur etwa ein Viertel der Eltern wählt die ehemals klassische Variante Rebekka. Nur sehr selten werden weitere Schreibweisen gewählt.

## Varianten
- Dänisch: Rebekka
- Deutsch: Rebekka
  - Diminutiv: Bekka, Becca, Becky
- Englisch: Rebeccah, Rebeckah, Rebekah
  - Diminutiv: Becca, Becci, Becka, Beckah, Becky, Bekki, Reba
- Färöisch: Rebekka
- Finnisch: Rebekka
- Französisch: Rébecca
- Griechisch: Ῥεβέκκα Rebékka
- Hebräisch: רִבְקָה riwkāh
  - Jiddisch: ריפֿקאַ Rifka
  - Diminutiv: רִיבָה riwāh
- Isländisch: Rebekka
- Niederländisch: Rebekka
- Norwegisch: Rebekka
- Portugiesisch: Rebeca
- Rumänisch: Rebeca
- Schwedisch: Rebecka
- Slowakisch: Rebeka
- Slowenisch: Rebeka
- Spanisch: Rebeca
- Tschechisch: Rebeka
- Ungarisch: Rebeka

## Namenstage
- 23. März: nach Rebekka Ar Rayès
- 30. August: nach der Erzmutter Rebekka

## Namensträgerinnen

### Rebecca
- Rebecca Balding (1948–2022), US-amerikanische Schauspielerin
- Rebecca Black (* 1997), US-amerikanische Sängerin
- Rebecca Brandewyne (* 1955), amerikanische Schriftstellerin
- Rebecca Cheptegei (1991–2024), ugandische Leichtathletin
- Rebecca Clarke (1886–1979), britische Komponistin und Bratschistin
- Rebecca Dalton (* 1989), kanadische Schauspielerin
- Rebecca De Mornay (* 1959), US-amerikanische Schauspielerin, Regisseurin und Filmproduzentin
- Rebecca Durcau, australische Fußballschiedsrichterin
- Rebecca Ferguson (* 1986), britische Sängerin
- Rebecca Ferguson (* 1983), schwedische Schauspielerin
- Rebecca Ariane Givens, kanadisch-chinesisches Fotomodell
- Rebecca Goldstein (* 1950), US-amerikanische Philosophin und Autorin
- Rebecca Hall (* 1982), britische Schauspielerin
- Rebecca Harms (* 1956), deutsche Politikerin (Bündnis 90/Die Grünen)
- Rebecca Heinrich (* 1995), österreichische Slampoetin und Schriftstellerin
- Rebecca Hohlbein (* 1977), deutsche Kinderbuch- und Fantasyautorin
- Rebecca Horn (1944–2024), deutsche Bildhauerin
- Rebecca Immanuel (* 1970), deutsche Schauspielerin
- Rebecca Koerner (* 2000), dänische Radrennfahrerin
- Rebecca Lutter (1930–2014), deutsche Autorin und Lyrikerin
- Rebecca Marder (* 1995), französisch-US-amerikanische Schauspielerin
- Rebecca Mendelssohn Bartholdy (1811–1858), deutsche Salonnière
- Rebecca Miller (* 1962), US-amerikanische Regisseurin und Schauspielerin
- Rebecca Mir (* 1991), deutsches Model und Moderatorin
- Rebecca O’Brien (* 1957), britische Filmproduzentin
- Rebecca Parris (1951–2018), US-amerikanische Jazzsängerin
- Rebecca Romijn (* 1972), US-amerikanische Schauspielerin
- Rebecca Salomon (1783–1850), Schriftstellerin, publizierte unter dem Namen Regina Frohberg
- Rebecca Siemoneit-Barum (* 1977), deutsche Schauspielerin und Unternehmerin
- Rebecca Cavalcanti Barbosa Silva (* 1993), brasilianische Beachvolleyballspielerin
- Rebecca Trescher (* 1986), deutsche Jazzmusikerin
- Rebecca West (1892–1983), britische Schriftstellerin

Zwischenname:
- Amon Rébecca Grâce Elloh (* 1994), ivorische Fußballspielerin
- Ida Rebecca Guehai (* 1994), ivorische Fußballspielerin

### Rebeca
- Rebeca Andrade (* 1999), brasilianische Kunstturnerin
- Rebeca Bernal (* 1997), mexikanische Fußballspielerin
- Rebeca Grynspan (* 1955), costa-ricanische Ökonomin, Politikerin und UN-Beamtin
- Rebeca Iturbide (1924–2003), mexikanische Film- und Fernsehschauspielerin
- Rebeca Pereira (* 1993), brasilianische Tennisspielerin
- Rebeca Wild (1939–2015), deutsche Pädagogin und Autorin

### Rebecka
- Rebecka Blomqvist (* 1997), schwedische Fußballnationalspielerin
- Rebecka Dirichlet (1811–1858), deutsche Salonnière
- Rebecka Hemse (* 1975), schwedische Theater- und Filmschauspielerin sowie Hörspielsprecherin
- Rebecka Kärde (* 1991), schwedische Literaturkritikerin und Übersetzerin
- Rebecka Lazic (* 1994), schwedische Volleyballspielerin
- Rebecka Liljeberg (* 1981), schwedische Schauspielerin und Ärztin
- Rebecka Törnqvist (* 1964), schwedische Pop- und Jazz-Sängerin

### Rebeka / Rebekah
- Rebekah Bradford (* 1983), US-amerikanische Eisschnellläuferin
- Rebekah Brooks (* 1968), britische Journalistin
- Rebekah Del Rio (1967–2025), US-amerikanische Sängerin, Songwriterin und Schauspielerin
- Rebeka Dremelj (* 1980), slowenische Sängerin, Modeschöpferin, Schauspielerin und Fernsehmoderatorin
- Rebekah Driscoll (* 1980), US-amerikanische Komponistin
- Rebekah Johnson (* 1976), US-amerikanische Schauspielerin und Sängerin
- Rebekah Keat (* 1978), australische Triathletin
- Rebekah Kennedy (* 1984), US-amerikanische Schauspielerin
- Rebeka Masarova (* 1999), in der Schweiz geborene Tennisspielerin, spielt seit 2018 für Spanien
- Rebeka Stolmár (* 1997), ungarische Tennisspielerin
- Rebekah Stott (* 1993), neuseeländische Fußballspielerin

### Rebekka
- Rebekka Ackers (* 1990), deutsche Leichtathletin
- Rebekka Ar Rayès (1832–1914), katholische Ordensfrau, libanesische Heilige
- Rebekka Bakken (* 1970), norwegische Sängerin
- Rebekka Borsch (* 1976), deutsch-norwegische Journalistin und Politikerin
- Rebekka Endler (* 1984), deutsche Autorin, Journalistin und Podcasterin
- Rebekka Fleming (1944–2014), deutsche Schauspielerin
- Rebekka Guðleifsdóttir (* 1978), isländische Fotografin
- Rebekka Haase (* 1993), deutsche Leichtathletin
- Rebekka Habermas (1959–2023), deutsche Historikerin
- Rebekka Hartmann (* 1981), deutsche Violinistin
- Rebekka Kadijk (* 1979), niederländische Beachvolleyball-Spielerin
- Rebekka Knoll (* 1988), deutsche Schriftstellerin und Journalistin
- Rebekka Kricheldorf (* 1974), deutsche Dramatikerin
- Rebekka von Mallinckrodt (* 1971), deutsche Historikerin
- Rebekka bat Meir Tiktiner, im 16. Jahrhundert (vermutlich in Prag) lebende und wirkende jüdische Autorin
- Rebekka Müller (* 1988), deutsche Politikerin (Volt)
- Rebekka Reinhard (* 1972), deutsche Philosophin und Autorin
- Rebekka Ziegler (* 1991), deutsch-US-amerikanische Sängerin, Songwriterin und Komponistin

### Rivka
- Rivka Basman Ben-Hayim (1925–2023), litauisch-israelische Lyrikerin, die auf Jiddisch schrieb
- Rivka Feldhay (* 1947), israelische Wissenschaftshistorikerin
- Rivka Horwitz (1926–2007), israelische Philosophin
- Rivka Keren (* 1946), israelische Schriftstellerin
- Rivka Michaeli (* 1938), israelische Schauspielerin, Sängerin, Komikerin, Radio- und Fernsehmoderatorin
- Rivka Miriam (* 1952), israelische Dichterin und Malerin
- Rivka Sturman (1903–2001), israelisch-palästinensische Tanzpädagogin und Choreographin
- Rivka Zohar (* 1948), israelische Sängerin

## Werke
- Rebecca (Roman), Roman von Daphne du Maurier
- Rebecca (1940), US-amerikanischer Spielfilm von Alfred Hitchcock, erste Verfilmung des Romans
- Rebecca (2020), britischer Spielfilm von Ben Wheatley, Verfilmung des Romans
- Rebecca (Musical), auf dem Roman basierendes Musical von Sylvester Levay und Michael Kunze
- weitere Adaptionen des Romans